# Sandy Van Cleave
Sandra J. Van Cleave, coniugata Little, detta Sandy (28 luglio 1952), è un'ex cestista statunitense.

## Carriera
Con gli Stati Uniti ha vinto la medaglia d'argento ai Giochi panamericani di Cali 1971.